# Pleurosicya mossambica
Pleurosicya mossambica también conocido como gobio dentudo, es una especie de peces de la familia de los Gobiidae en el orden de los Perciformes.

## Morfología
Los machos pueden llegar a alcanzar los 3 cm de longitud total.

## Distribución geográfica
Se encuentra desde el Mar Rojo y el África Oriental hasta Fiyi, las Islas Marquesas, el sur del Japón, el sureste de Australia y Nueva Caledonia.

## Observaciones
Es inofensivo para los humanos.